# Església de la Sang (Castelló de la Plana)
L'Església de la Puríssima Sang, situada en ple centre de la ciutat de Castelló de la Plana, a la comarca de la Plana Alta, és un lloc de culte catòlic catalogat, de manera genèrica, com Bé de Rellevància Local, segons la Disposició Addicional Cinquena de la Llei 5/2007, de 9 de febrer, de la Generalitat, de modificació de la Llei 4/1998, d'11 de juny, del Patrimoni Cultural Valencià (DOCV Núm. 5.449 / 13/02/2007), amb codi: 12.05.040-007.

## Història i descripció
El que podem trobar avui dia de la qual anés l'església de la Puríssima Sang, és tan sols una reconstrucció d'una de les capelles d'aquesta, en concret la capella del Sant Sepulcre, que es va realitzar després de la guerra del 36, seguint l'estil neobarroc, que s'integra en el palau que ocupa la Diputació Provincial de Castelló, localitzant-se en el vestíbul, que correspondria amb la nau de l'església de la qual ja no queda gens.
Hi ha documentació sobre l'origen de l'església de la Puríssima Sang en els “Llibres de Consells” datats de 1584, que es conserven en l'arxiu municipal de Castelló. Segons aquesta, el Consell va cedir a la Confraria de la Sang un espai pertanyent a l'hospital, possiblement la capella d'aquest. Aquesta capella pertanyia a l'hospital fundat en 1391 per Guillem de Trullols, i se situava al final del carrer Major, que en aquells temps estava al costat del tramo nord de la muralla de la ciutat.
La Confraria de la Sang va dur a terme reconstruccions, remodelacions i millores en la capella i va construir de nova planta una torre campanar. Al temps va iniciar els tràmits per aconseguir que la capella fos considerada oficialment com a església. Al costat d'això, en 1575 van aconseguir la cessió de més terrè que els va permetre ampliar amb una nau i una sagristia i la que després es coneixeria la capella del Sant Sepulcre. Es considera que les obres van acabar en 1606, malgrat que la capella del Sant Sepulcre es va acabar en 1729.
Inicialment el temple es va construir seguint les pautes de l'estil gòtic, el qual va poder comprovar-se en destruir-se l'edifici en 1936, que va deixar a l'aire el traçat original que ocultava el revocat neoclàssic que es va realitzar posteriorment.
Segons Vicente Traver, es pretenia realitzar una girola i existia un retaule en l'altar major de fabricació barroca, del que solament es conserven quatre taules que representen escenes de la Passió de Jesús. També va documentar aquest temple Espresati, en llibre “Estampes d'una Antiga Confraria”, on recull dades històriques de la construcció i remodelació del temple al llarg de la seva història.
L'any 1953 es va reconstruir la capella en el lloc que corresponia amb l'antic atri de la desapareguda església, dins del palau de la Diputació Provincial.